# Ada-Christen-Gasse

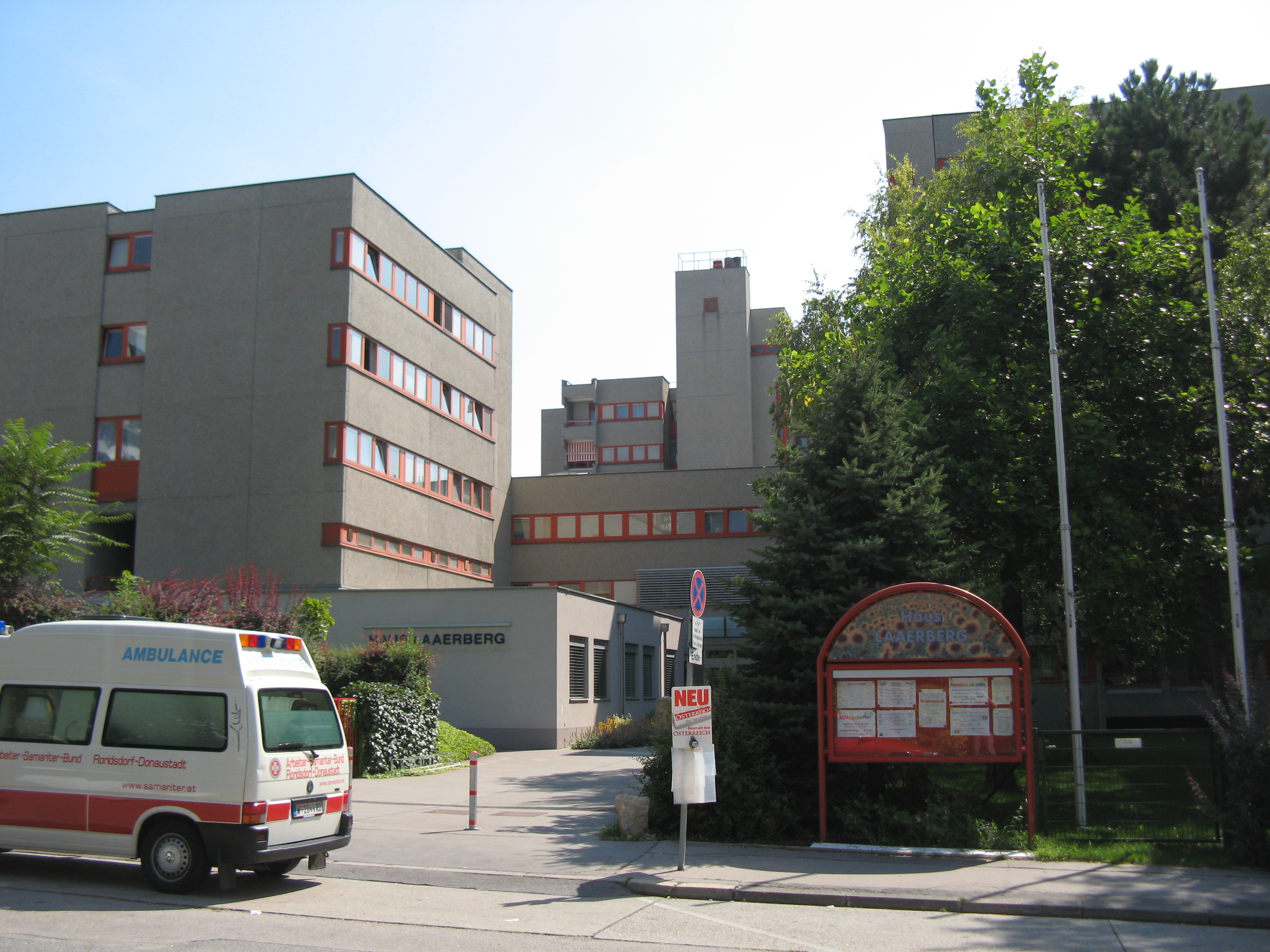
Haus Laaerberg

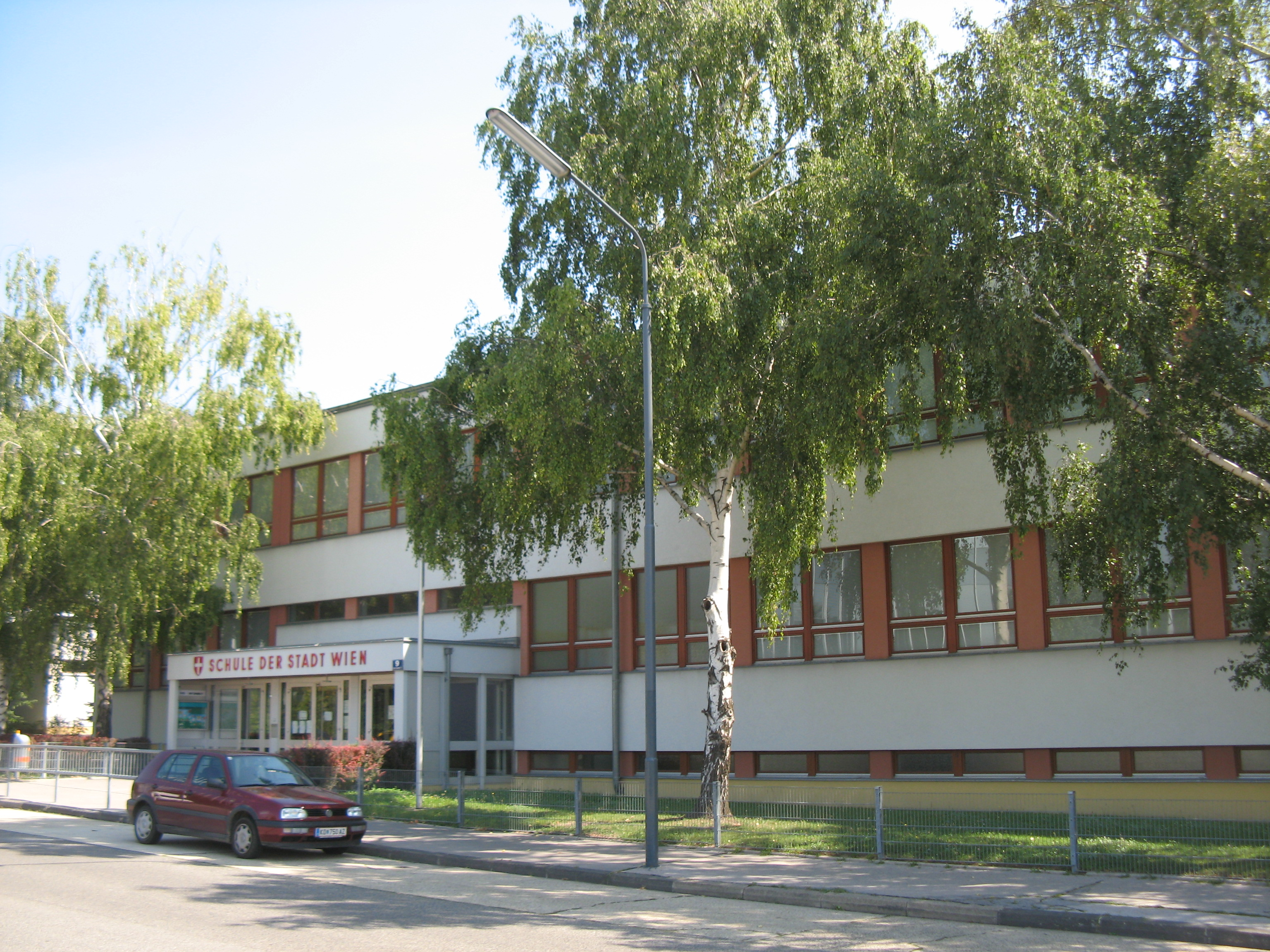
Volksschule Ada-Christen-Gasse 9

Die Ada-Christen-Gasse befindet sich im 10. Wiener Gemeindebezirk Favoriten innerhalb der Per-Albin-Hansson-Siedlung Ost. Sie wurde 1968 nach der österreichischen Dichterin Ada Christen benannt.

## Beschreibung und Charakteristik
Die Ada-Christen-Gasse liegt vollständig innerhalb der Per-Albin-Hansson-Siedlung, einer der größten kommunalen Wohnbausiedlungen der Stadt, die in den 1960er und 1970er Jahren errichtet wurde. Sie führt von der Alaudagasse weg zunächst Richtung Süden ungefähr parallel zur Favoritenstraße und biegt dann vor den Geleisen der Donauländebahn nach Osten, um schließlich in der Franz-Koci-Straße zu münden. Damit ist sie im Westen und Süden die äußerste Straße der Siedlung. Neben den schon erwähnten Wohnbauten befinden sich auch Sozial- und Kultureinrichtungen in der Ada-Christen-Gasse. Ab der Zwölfpfenniggasse bis zum Ende wird die Straße als Einbahn Richtung Oberlaa geführt. Hier befindet sich auch ein markierter Radfahrstreifen, um gegen die Einbahn fahren zu können. Der Abschnitt zwischen Alaudagasse und Franz-Koci-Straße wird, als Teil der Busschleife Alaudagasse U, von den Autobuslinien 67A und 67B befahren, die dort die Haltestelle „Pensionistenwohnhaus Laaerberg“ einhalten. Weiters weist die Autobuslinie 19A am Beginn in der Alaudagasse eine Haltestelle „Ada-Christen-Gasse“ auf. Im südlichen Abschnitt der Ada-Christen-Gasse gibt es einen Zugang zur U-Bahn-Station Neulaa der U-Bahn-Linie U1.

## Bauwerke

### Nr. 2C: Bezirksmuseum Favoriten
Gleich am Beginn der Ada-Christen-Gasse befindet sich das größte Gebäude der Per-Albin-Hansson-Siedlung Ost, der Olof-Palme-Hof, der in den 1970er Jahren errichtet wurde. Ihm vorgelagert zur Favoritenstraße weisend, aber mit Adresse Ada-Christen-Gasse, liegt hier ein Einkaufszentrum und Kultureinrichtungen, wie das Haus der Begegnung, eine Städtische Bücherei und das Bezirksmuseum Favoriten. Das Museum wurde 1979 eröffnet und zeigt aus seinen Sammlungen schwerpunktmäßig Funde aus der Vor- und Frühgeschichte auf dem Boden Favoritens, die Originalfiguren der Spinnerin am Kreuz und das Beschornerkreuz, Ausgrabungen bei der Johanneskirche Unterlaa, die als älteste Kirche auf dem Boden Wiens gilt, eine Dokumentation über das Revolutionsjahr 1848 und über die Ziegeleien Favoritens, besonders aber Fotos und Gegenstände aus der Zeit von 1850 bis 1918.

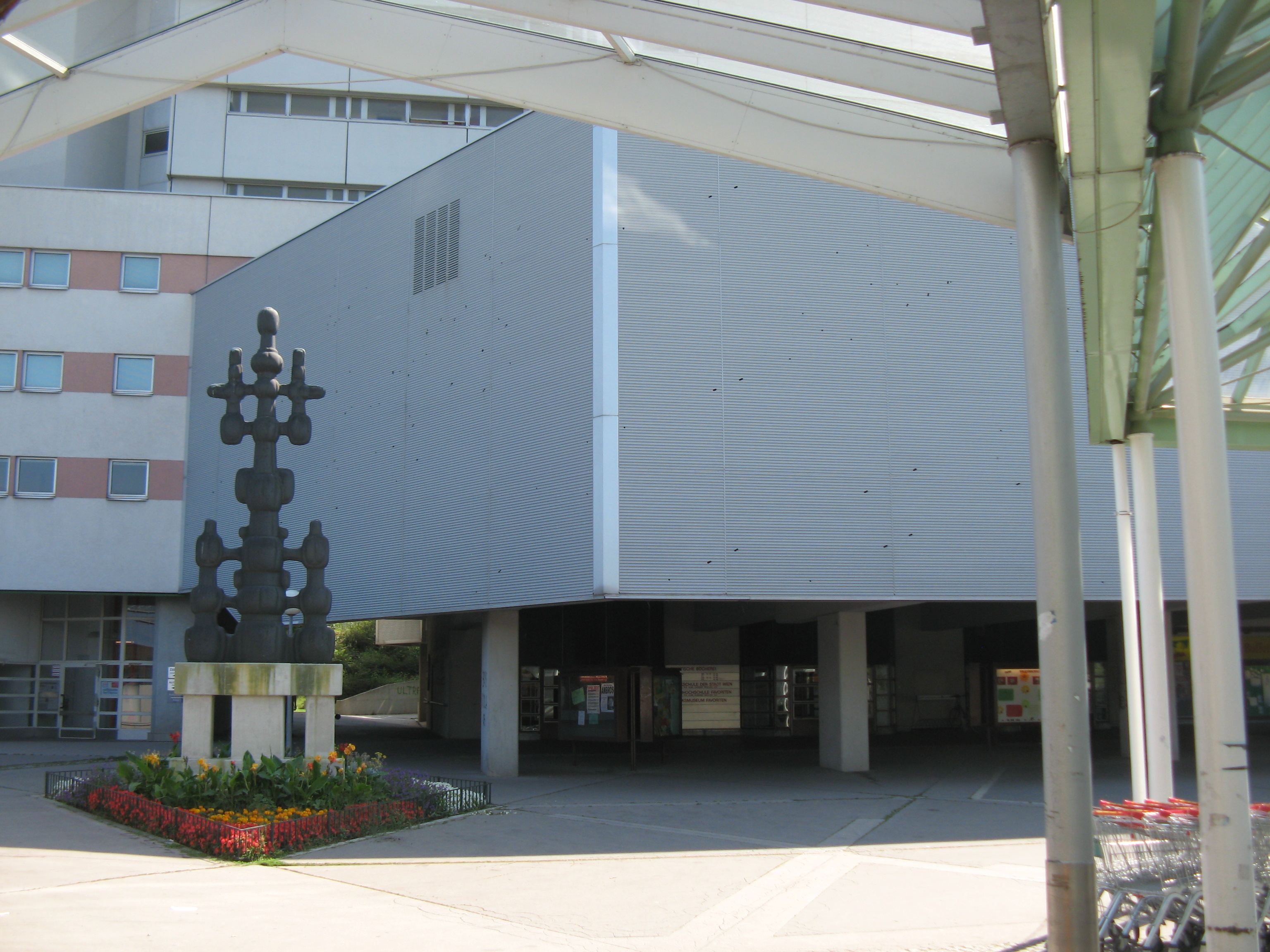
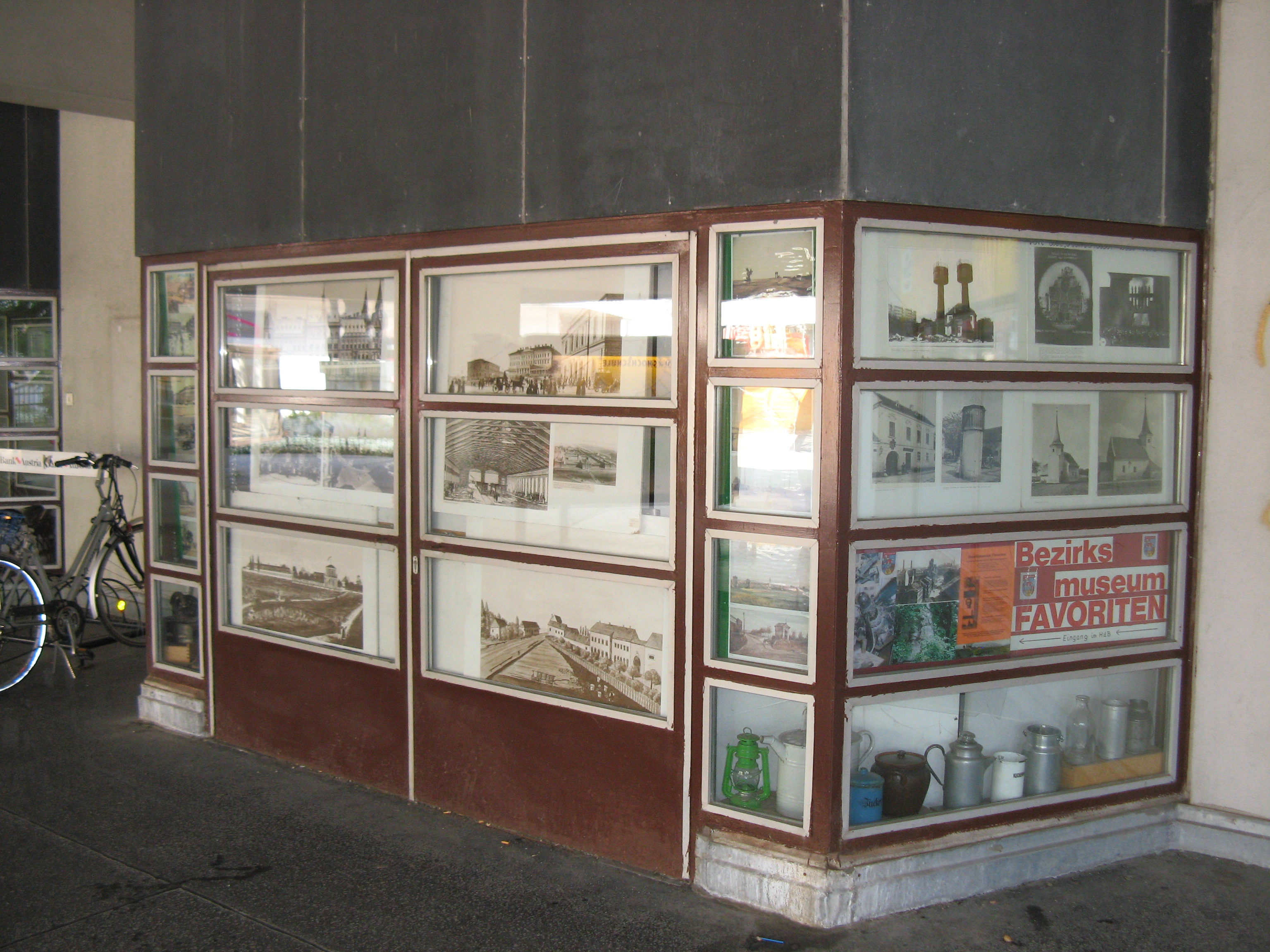
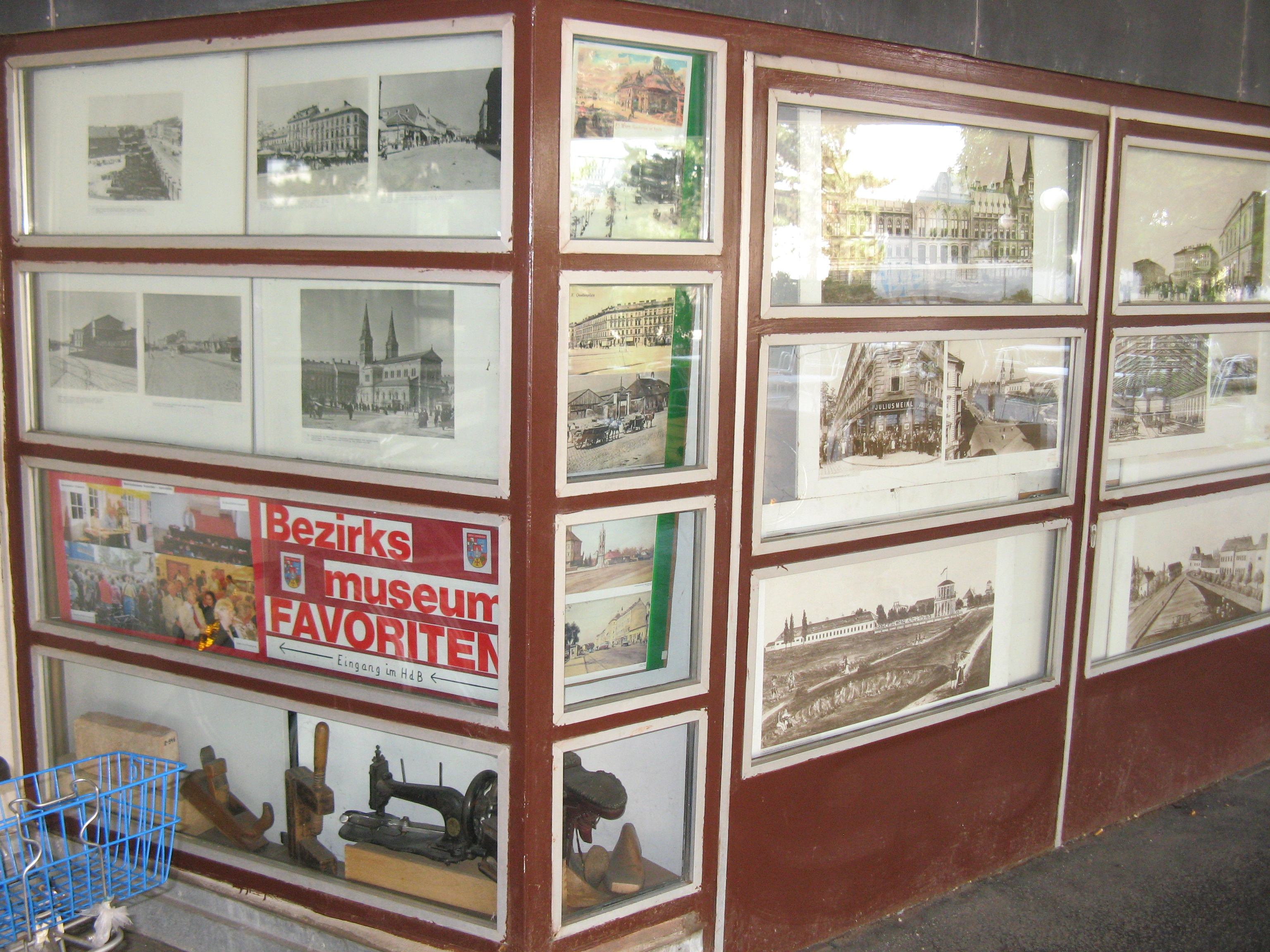

### Nr. 3: Haus Laaerberg
Das Pensionistenheim wurde 1969/72 nach Plänen des Architekten Rupert Falkner vom Kuratorium Wiener Pensionistenheime errichtet. Es stellte zu seiner Zeit eine neue Form von Heim dar, das den Menschen ein Höchstmaß an individueller Freiheit aber auch gesellschaftlichen Kontakt ermöglichen sollte. Es besteht aus zwei Wohntrakten, einem Personaltrakt und einem Wirtschaftstrakt und hat Platz für 178 Einzelpersonen und 27 Ehepaarappartements. Der Speisesaal ist so konzipiert, dass er auch als Theater- und Kinosaal verwendet werden kann. Besonderer Wert wurde auf die farbliche Gestaltung der ganzen Anlage gelegt.

### Nr. 9: Volksschule
Die Volksschule wurde 1968/69 erbaut. In ihr befindet sich ein Glasmosaik Kindliche Motive (1969) von Kurt Mikula sowie drei Kunststeinblöcke mit Aluminium-Reliefs Der kleine Tiergarten (1969) von Eva Mazzucco.

### Nr. 15–17: Wohnbauten
Dieser Wohnblock wird bei den Stiegeneingängen 18–29 von 12 gemalten Mosaiken Die vier Jahreszeiten (1969) von Gerhard Gutruf geschmückt.